# 硝酸エステル
硝酸エステル（しょうさんエステル、Organonitrate）は硝酸のエステルであり、部分構造 R-ONO2 を有する化合物を指す。自然分解を経て酸化窒素を発生し、これが触媒となって自然発火に至ることが特徴として挙げられる。こうした、硝酸エステル類の自然発火に起因した事故は多く発生しており、取り扱いに関しては最も留意すべき物質のひとつである。そのため、硝酸エステル類は第五類危険物に指定されており、10キログラム以上を取り扱ったり保管したりする場合は、消防法に定められた規則に沿った設備・施設、および危険物取扱者による作業または監督が必要となる。

## 硝酸エステルの例
- ニトロセルロース
- ニトログリセリン
- ニトログリコール
- 硝酸でんぷん
- ペンスリット

いずれも、火薬や爆薬の主剤として使用されている。